# Hatalmat a népnek!
A Hatalmat a Népnek! című album Ganxsta Zolee és a Kartel 2012. december 1-én megjelent albuma, melyet Zoli és Big Daddy L mellett több ismerős előadó is szerepel a lemezen. 
Az albumon 17 dal szerepel, melynek stílusa széles skálán mozog, úgy mint a rockon át a funky stílusig szinte minden. A csapat 2012-ben volt 17. éves. A régi idők Vato Loco hangulatát a MiTiSzó című dal, valamint a Telepi Gyerekek című dal idézi fel. A dalok többek között a mindennapi problémák bulizással való leküzdéséről szól. A szókimondó szövegek mellett mindig lapul 1-2 olyan fájdalmasan őszinte és aktuális társadalomkritikus dal, mely arra ösztönöz, hogy mindig lássuk meg saját magunkban is a hibát.

## Megjelenések
CD  Magyarország Hunnia Records & Film Production  HRCD 1208 
1. Intro
2. Öt Rossz Tesó
3. Telepi Gyerekek
4. Tíz Kicsi Cowboy
5. Mitiszó'?
6. Az 1 +2 + 3 + 4
7. Nem Növök Fel
8. Tökös Magyar Gyerekek
9. Nincs Póz
10. Nincs Erő
11. Minden Fasz Menni Amerika
12. Hatalmat A Népnek!
13. Aljas Tanfolyam
14. Mi Van, Mi Van?
15. Intermezzo
16. Csúcspicsák
17. Dupla Diploma
18. Feketében
19. Outro